# Traubenmost

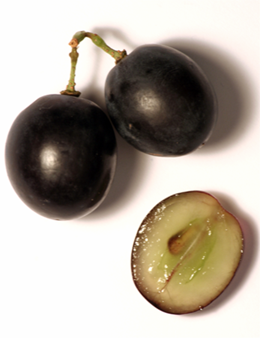
Schwarzblaue Beeren mit Querschnitt einer Beere. Rote Farbstoffe sind nur in der Beerenschale enthalten

Traubenmost (lateinisch vinum mustum „junger Wein“) oder Weinmost ist der durch Keltern gewonnene Saft aus Weintrauben. Er ist Ausgangsstoff für die Wein- und Sektbereitung, Traubensaft (Traubensüßmost), Fruchtsaft, Süßreserve, Mostkonzentrat und rektifiziertes Traubenmostkonzentrat (RTK). Dieser Most kann aus Weiß- oder Rotweinsorten hergestellt werden.

## Mostinhaltsstoffe
Traubenmost enthält durchschnittlich:
- Wasser 780–850 g/l
- Kohlenhydrate (Zucker) 120–250 g/l. Die wichtigsten enthaltenen Zucker sind Glucose (Traubenzucker) und Fructose (Fruchtzucker). Saccharose (Rohrzucker, Rübenzucker) kann in geringen Mengen enthalten sein. Unvergärbare Zucker (Pentosen) sind in geringen Mengen enthalten.
- Säure 6–15 g/l. Die Weinsäure ist die wichtigste Säure des Mostes. Weiter sind Äpfelsäure und geringe Mengen an Zitronensäure enthalten.
- Mineralstoffe (Asche) 2,5–5 g/l wie Kationen: Kalium, Magnesium, Calcium, Natrium. Anionen: Phosphat, Sulfat, Chlorid, Carbonat und in geringen Mengen Bor, Mangan, Zink, Eisen.
- Stickstoffverbindungen 0,2–1,4 g/l
- Polyphenole (Gerbstoffe, Farbstoffe) 0,1–2,5 g/l
- Aromastoffe
- Vitamine: in der Beere und im Traubensaft Vitamin C (Ascorbinsäure) in einer Menge von ungefähr 20–50 Milligramm/Liter, Vitamin B (Thiamin) in einer Menge von ungefähr 0,2–0,5 Milligramm/Liter.

| 100 g Weinbeeren enthalten | 100 g Weinbeeren enthalten | 100 g Weinbeeren enthalten | 100 g Weinbeeren enthalten | 100 g Weinbeeren enthalten | 100 g Weinbeeren enthalten | 100 g Weinbeeren enthalten | 100 g Weinbeeren enthalten |
| -------------------------- | -------------------------- | -------------------------- | -------------------------- | -------------------------- | -------------------------- | -------------------------- | -------------------------- |
| Brennwert                  | Wasser                     | Fett                       | Kalium                     | Calcium                    | Magnesium                  | Vitamin C                  |                            |
| 286–297 kJ (67–71 kcal)    | 81 g                       | 0,5 g                      | 192 mg                     | 18 mg                      | 9 mg                       | 4 mg                       |                            |

## Mostausbeute
Die Gewinnung erfolgt im Wesentlichen durch Pressen, Mahlen oder Quetschen. Ein Teil des Mostes wird jedoch bereits durch das Eigengewicht der Trauben herausgedrückt. Er wird als Vorlaufmost bezeichnet und gilt als besonders wertvoll. Den danach durch das Pressen gewonnenen Most bezeichnet man als Pressmost. Da mit jedem Pressvorgang die Qualität abnimmt, wird als Pressmost in der Regel nur die Ausbeute der ersten Pressung bezeichnet; die Ausbeute der späteren Auspressungen nennt man Scheitermost.
Je nach Reifegrad und Flüssigkeitsgehalt der Trauben erhält man aus 100 Teilen Trauben zwischen 75 und 80 Teilen Most.
Die übrig bleibenden festen Bestandteile beim Pressen der Maische (Schalen, Samen, Stiele) bezeichnet man als Treber oder Trester.
Je nachdem was aus den Trauben erzeugt werden soll, erfolgt eine unterschiedliche Weiterverarbeitung.

## Alkoholhaltig

### Federweißer, Neuer Wein und Bitzler
Unter vielen lokalen Bezeichnungen wird angegorener Traubenmost direkt getrunken.

### Wein, Perlwein, Sekt
Der größte Anteil von Weiß- und Rotweintrauben wird zu Wein (und weiteren Produkten daraus) verarbeitet.
Zur Weinherstellung siehe:
Bei der Rotweinherstellung wird mit der Maische vergoren (Maischegärung) oder erhitzt.

## Alkoholfrei

### Traubensüßmost

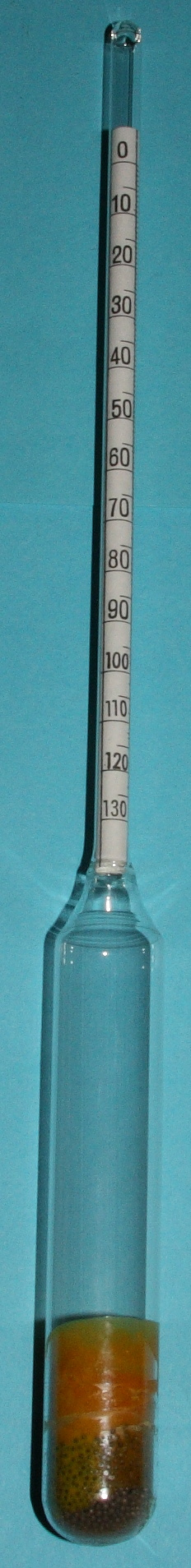
Mostwaage: 0 … +130 °Oe bei +20 °C

Die Verarbeitung der Trauben zu Traubensaft unterscheidet sich von der Weinerzeugung dadurch, dass hier ein Produkt erzeugt wird, das anfälliger gegenüber Oxidation und Mikroorganismen ist, und dass auf den Einsatz von SO2 verzichtet werden muss. Der fehlende Schutz muss durch schnelles und sauberes Arbeiten wettgemacht werden.
Nur gesundes Traubenmaterial ist zu verwenden. Verletzte und gefaulte Trauben neigen zu stärkerer Enzymtätigkeit und damit zu mehr Bräunung. Weiter wird der Gehalt an flüchtiger Säure erhöht. Gefaulte Trauben weisen einen höheren Gehalt an Patulin auf, einem Mykotoxin (Grenzwert 50 µg/l).
Für die Traubensüßmosterzeugung verwendete Trauben sollen aus geschmacklichen Gründen ein günstiges Zucker/Säureverhältnis (13–15 °KMW = 65–75 °Ö und 8–13 g/l Gesamtsäure) aufweisen.
Alkohol-Höchstgrenze: 3 g/l (EU)
Verarbeitungsschritte bei der gewerblichen Süßmosterzeugung (bei naturtrübem Traubensaft fallen einige Punkte zur Klärung weg):
- Lese in den frühen Morgenstunden, um die Trauben kühl zur Verarbeitung zu bringen.
- Keine Maischestandzeit.
- Bei der Herstellung von rotem Traubensaft wird die Maische kurz auf 80–85 °C bzw. 2–3 h auf 55–60 °C erhitzt, um die Farbe aus den Beerenschalen zu bekommen.
- Einsatz von Pektinasen zur Verbesserung der Selbstklärung und Filtration.
- Verhinderung einer Eiweißtrübung durch Bentonitbehandlung.
- Eventuell Verbesserung des Kläreffektes und der Filtrationsleistung Durchführung einer Kieselsol-Gelatinschönung.
- Klärung.
- Eine Weinsteinstabilisierung kann durch zwei Tage Lagerung im Tank bei 0–2 °C erreicht werden. Ansonst ist ein Hinweis auf den natürlichen Vorgang des Weinsteinausfalles am Etikett sinnvoll.
- Mikrobiologische Stabilisierung durch Pasteurisation bei 80 °C.

Verwendung als:
Weißer oder Roter Traubensüßmost.
Mischpartner für Mischsäfte wie z. B. Multivitaminsaft u. a.
Weiterverarbeitung zu Traubendicksaft und Rektifiziertem Traubenmost-Konzentrat (RTK) und Süßreserve.

### Traubendicksaft
Traubendicksaft ist ein stark konzentrierter, dickflüssiger Traubenmost. Dicksaft zeichnet sich durch einen höheren Zuckergehalt und geringeren Wassergehalt aus.
Verwendung bei der Weinerzeugung (lt. EU-Verordnung Nr. 606/2009):
- Anreicherung (Alkoholerhöhung)
- Restsüßeverleihung

### Rektifiziertes Traubenmost-Konzentrat (RTK)
Rektifiziertes Traubenmostkonzentrat (RTK) ist das flüssige, nicht karamellisierte Erzeugnis, das durch Rektifikation und weitgehenden Wasserentzug sowie weitere zugelassene Behandlungen zur Entfernung der Inhaltsstoffe außer Zucker aus Traubenmost hergestellt wird. Es ist ein hoch konzentrierter Zuckersirup aus Traubenmost.
Verwendung bei der Weinerzeugung (lt. EU-Verordnung Nr. 606/2009):
- Anreicherung (Lesegutaufbesserung, Alkoholerhöhung)
- Restsüßeverleihung

### Süßreserve
Süßreserve ist ein speziell behandelter, lagerfähig gemachter Traubenmost zur nachträglichen Süßung (Zusatz von einigen Gramm/l Zucker) von Wein; die Süßreserve darf dabei maximal 1 Vol.-% Alkohol enthalten.
Die Verwendung einer Süßreserve verleiht den Weinen einen deutlichen anderen Charakter (von der zugesetzten Menge abhängig) und wird daher kaum mehr angewendet. Auch die Herstellung und Lagerung ist kostenintensiv. Für eine Süßung des Weines kommt vorwiegend rektifiziertes Traubenmostkonzentrat (RTK) zum Einsatz.
Zur Haltbarmachung werden verschiedene Verfahren (Entkeimende Filtration = kaltsterile Einlagerung, Heißeinlagerung, Kurzzeiterhitzung (KZE), das Seitz-Böhi-Verfahren (Cross-flow-Mikrofiltration), die Stummschwefelung sowie die Einlagerung unter Zusatz von Sorbinsäure und Schwefeldioxid) eingesetzt; es werden fast immer 25–100 mg/l Schwefeldioxid (SO2) zugesetzt.

### Defrutum
Im antiken Rom wurde Traubenmost durch Einkochen eingedickt und als Süßmittel verwendet.